# 大町 (水戸市)
大町（おおまち）は、茨城県水戸市の町名。大町一丁目から大町三丁目までが設置されている。郵便番号は310-0062。

## 地理
水戸市中央部、水戸市の中心市街地に位置する。東に三の丸、西に 五軒町、南に南町、北に北見町が隣接している。

## 人口
2017年（平成29年）4月1日現在の世帯数と人口は以下の通りである。
| 丁目      | 男    | 女    | 合計  |
| --------- | ----- | ----- | ----- |
| 大町1丁目 | 19人  | 11人  | 30人  |
| 大町2丁目 | 142人 | 148人 | 290人 |
| 大町3丁目 | 328人 | 351人 | 679人 |
| 計        | 489人 | 510人 | 999人 |

## 交通

### 道路
- 国道118号
- 国道349号

## 施設
- 水戸市立博物館
- 水戸地方裁判所
- NHK水戸放送局
- 水戸北年金事務所
- 茨城県立水戸第二高等学校

## 学区
大町内で市立の小学校、中学校に通学する場合、以下の通りの学区となる。
| 丁目      | 番地                                      | 小学校       | 中学校     |
| --------- | ----------------------------------------- | ------------ | ---------- |
| 大町1丁目 | 全域                                      | 三の丸小学校 | 第二中学校 |
| 大町2丁目 | 全域                                      | 三の丸小学校 | 第二中学校 |
| 大町3丁目 | 1番 2番 3番1〜18 4番1〜13、36、38、44〜46 | 三の丸小学校 | 第二中学校 |
| 大町3丁目 | 1番 2番 3番19〜34 4番14〜27、34           | 五軒小学校   | 第二中学校 |